# Поленов, Алексей Дмитриевич
Алексе́й Дми́триевич Поле́нов (29 ноября 1845, Санкт-Петербург — 2 декабря 1918, Москва) — российский экономист, политический деятель, благотворитель, брат художника Василия Дмитриевича Поленова. Тайный советник, сенатор.

## Биография
Родился в дворянской семье, закончил математический факультет Петербургского университета и посвятил себя государственной службе — сначала служил в Витебске, потом стал чиновником особых поручений при минском губернаторе. Получил орден Святого Станислава III степени. В 1870 году перешел на службу в один из департаментов министерства финансов в Петербурге. К началу 1875 года занимал место столоначальника одного из подразделений департамента окладных сборов. Был членом комиссии, которая проводила ревизию отчета, баланса и книг Московско-Курской железной дороги за 1876 год.
С осени 1880 года Алексей Поленов стал помещиком Елецкого уезда Орловской губернии и был хозяином поместья Воейково на протяжении более 35 лет. К этому времени он уже был в чине надворного советника и получил в награду за службу второй орден — Святой Анны III степени.
По завещанию Ф. В. Чижова, совместно с Саввой Мамонтовым, на деньги от акций Московско-Курской железной дороги (6 млн рублей) Алексей Поленов в 1889 году занялся строительством образовательных учреждений, которые были юридически оформлены в «Положении о промышленных училищах имени надворного советника Ф. В. Чижова». Благодаря усилиям Алексея Поленова, эти учебные заведения были обеспечены неприкосновенным капиталом в 3,9 миллиона рублей. Деньги были помещены в Государственный банк, а на начисляемые проценты содержались училища. Кроме пяти Чижовских училищ, построенных в Костромской губернии, в 1897 году Алексей Поленов на свои личные средства построил трехклассное училище для крестьянских детей в деревне Воейково.
В 1896 году к открытию Всероссийской выставки в Нижнем Новгороде выпустил книгу «Крайний Север. Частный павильон Общества Московско-Ярославско-Архангельской железной дороги».
Алексей Поленов был участником политической жизни страны: два раза подряд (в 1891 и в 1894) избирался гласным (депутатом) от Елецкого уезда в Орловской губернской земской управе. Также он участвовал в салонах Константина Федоровича Головина в Петербурге и после 1905 года вступил в партию праволиберального толка «Союз 17 октября», был в составе Центрального Комитета партии. В 1907 году вышла его брошюра под названием «Объяснение к программе „Союза 17 октября“ по крестьянскому и земельному вопросу».
После Октябрьской революции поместье Алексея Поленова было национализировано.